# Lector implícito
El lector implícito es una categoría de la tipología del receptor inmanente en la novela que fue propuesta por el teórico de la literatura Wolfgang Iser (la expresión en alemán es implizite leser). Se trata de la más sutil pero, al mismo tiempo, de la única que se da en todos los textos narrativos sin exclusiones, pues pertenece a la propia ontología o forma de ser esencial de todo relato.
En el transcurso del acto de leer (en palabras de Iser), a partir de lo que es la pura presencia del texto, percibimos lagunas o ausencias. El narrador puede no darnos todos los datos para comprender a un personaje, puede omitir incluso la situación decisiva para el desarrollo de la intriga, puede describirnos escenarios de forma incompleta, etc.
Todas estas ausencias, vacíos, blancos, lagunas o indeterminaciones, que pertenecen al texto pues son elementos constitutivos del mismo, componen el espectro de la noción de lector implícito, junto con aquellas otras técnicas de narración o escritura que exigen una determinada forma de decodificación (la ironía, por ejemplo).
- Datos: Q915044